# 김보미 (1989년)
김보미(金甫美, 1989년 12월 4일~)는 대한민국의 정치인이다. 제8·9대 강진군의원이다.

## 학력
- 전남대학교 일반대학원 석사과정 미술학과 수료

## 경력
- 전라남도교육청 청렴시민감사관
- 제8대 강진군의원 행정복지위원장

## 역대 선거 결과
|  | 69.26% |

|  | 38.84% |